# Тот, кто меня бережёт
«Тот, кто меня́ бережёт» (англ. Someone to Watch Over Me) — американский романтический криминальный триллер 1987 года, снятый режиссёром Ридли Скоттом. Пятый полнометражный фильм Скотта.
Несмотря на в целом благосклонную реакцию критиков фильм провалился в прокате, собрав всего 10 млн долларов при бюджете в 17 млн.

## Сюжет
Светская девушка Клэр Грегори (Мими Роджерс) посещает вечеринки и арт-шоу при поддержке своего старого друга Винна Хоукингса (Марк Мозес). Её сопровождает строгий парень по имени Нил Стейнхарт (Джон Рубинстайн). В другой части города ведётся расследование, которое ведёт недавно назначенный детектив Майк Киган (Том Беренджер). Винн смеётся над Нилом, а Клэр его защищает. Винн просит Клэр встретиться с Нилом в подвале.
Между тем, подходит бывший деловой партнёр Винна, Джои Венза (Андреас Кацулас). Он зол, потому что Винн не занял у него деньги для новой художественной студии. После короткого спора, он смертельно ранит Винна. Выходя из лифта, Клэр становится свидетельницей убийства, и, вскрикивая, попадается Вензе на глаза. Тот преследует её, но Клэр успевает вовремя скрыться в лифте.
На место преступления прибывает детектив Майк Киган. Киган сразу же влюбляется в Клэр. Вместе с другими полицейскими, его назначают для защиты девушки до тех пор, пока она не опознает Вензу и не даст показания в суде.
Киган полон решимости защищать Клэр и идёт ради этого на крайние меры. Венза угрожает ей и пытается её убить. Киган и его жена Элли (Лоррейн Бракко) отстраняются друг от друга из-за причастности к этому делу. Он и Клэр признают свою взаимную любовь, но Киган не может заставить себя просто так отказаться от семьи.
В конце концов, Венза, который завлекает Кигана, взяв в заложники его семью, умирает от выстрела Элли. Клэр расстаётся со своим степенным другом и намерена отправиться в Европу, так как Киган вернулся к жене и сыну.

## В ролях
- Том Беренджер — детектив Майк Киган
- Мими Роджерс — Клэр Грегори
- Лоррейн Бракко — Элли Киган
- Джерри Орбах — лейтенант Гарбер
- Джон Рубинстайн — Нил Стейнхарт
- Андреас Кацулас — Джои Венза
- Джеймс Мориарти — Кунц
- Марк Мозес — Винн Хоукингс
- Дэниел Хью Келли — Скотти
- Мег Манди — Антония

## Критика
«Тот, кто меня бережёт» был встречен критикой в целом благожелательно или нейтрально. На портале Rotten Tomatoes имеет 70 % одобрения (19 положительных рецензий из 28) с рейтингом 5,9 из 10. На основе отзывов возникает заключение любителей кино: «Сюжет фильма сложно понять, однако стиль и визуальное чутьё режиссёра заставляет относить данную картину к волнующим полицейским триллерам».
Роджер Эберт поставил фильму две звезды из четырёх и написал:
В сценарии, где герой спит не с той женщиной, есть что-то принципиально неправильное. Я говорю не о морали, а о сюжете. Создатели этого фильма так увлеклись своей «высокой идеей», что упустили суть всей истории.